# Heliobacteriaceae
In der Familie Heliobacteriaceae werden Bakterien zusammengefasst, die ausschließlich anaerob sowie anoxygen photoheterotroph (siehe Photosynthese) sind und deren Zellwandstruktur der von grampositiven Bakterien gleicht, obwohl sie nicht positiv nach Gram gefärbt werden. Charakteristisch ist ihr Bakteriochlorophyll g mit einem Hauptabsorptionsmaximum bei 790 nm.
Die Zellwand der Heliobacteriaceae besteht aus mehrschichtigem Peptidoglycan ohne eine Äußere Membran. Einige Arten bilden hitzeresistente Endosporen mit einem hohen Gehalt an Calcium und Dipicolinsäure wie die Endosporen der anderen Clostridia. Die Bakterien sind zylindrisch, gekrümmt oder wendelförmig, einige schwimmen mittels peritricher Geißeln, einige bewegen sich durch Gleiten.

## Physiologie
Die Bakterien besitzen ein Typ-(1)-Membran-Elektronentransportsystem mit einem RC-1-Photosystem mit Bakteriochlorophyll g (P798), gebundenen Cytochromen, einem Cytochrom bc1-Komplex und einem Eisen-Schwefel-Protein. Das Photosystem befindet sich in der Zellmembran, Membransysteme im Inneren des Zytoplasmas sind nicht vorhanden. Die Bakterien sind photoheterotroph, benötigen also organische Stoffe (sie besitzen weder einen Calvin-Zyklus noch einen reversen Citratzyklus). Auch im Dunkeln können sie mit organischen Stoffen wachsen (Chemotrophie). Sie können elementaren, molekularen Stickstoff assimilieren (N2-Fixierer).

## Ökologie
Heliobacteriaceae kommen in anoxischen Böden vor, vor allem in periodisch oder dauernd mit Wasser überstauten Böden, beispielsweise in Reisfeldern. Sie können unter Matten aus Cyanobakterien wachsen, da sie wegen des besonderen, auf Bakteriochlorophyll g beruhenden Absorptionsspektrums das hindurchfallende, von den Cyanobakterien nicht absorbierte Licht nutzen können.

## Bedeutung für die Evolution der Photosynthese
Der Vergleich von Aminosäuresequenzen der Proteine verschiedener Bakterien lässt vermuten, dass Heliobacteriaceae die ersten phototrophen Lebewesen waren. Sie benutzen für ihre Phototrophie ein Eisen-Schwefel-Reaktionszentrum des Typs RC-1. Vermutlich erst später auftauchende phototrophe Bakterien, die Grünen Nichtschwefelbakterien (z. B. Chloroflexus), besitzen ein Phaeophytin-Chinon-Reaktionszentrum des Typs RC-2. Noch später erst entwickelten sich die Cyanobakterien, die unter Verwendung von beiden Reaktionszentren erstmals eine oxygene Photosynthese mit zweistufiger Lichtenergienutzung und Nutzung von Wasser als Elektronendonor betreiben konnten.

## Gattungen, Arten
- Heliobacterium
  - Heliobacterium chlorum Gest & Favinger 1985 (Typusart)
  - Heliobacterium gestii Ormerod et al. 1996
  - Heliobacterium modesticaldum Kimble et al. 1996
  - Heliobacterium sulfidophilum Bryantseva et al. 2001
  - Heliobacterium undosum Bryantseva et al. 2001
- Heliobacillus
  - Heliobacillus mobilis Beer-Romero & Gest 1998
- Heliophilum
  - Heliophilum fasciatum Ormerod et al. 1996
- Heliorestis
  - Heliorestis daurensis Bryantseva et al. 2000
  - Heliorestis baculata Bryantseva et al. 2001